# تيري براون
تيري براون (بالإنجليزية: Tierre Brown)‏ مواليد 3 يونيو 1979 في ايوا، هو لاعب كرة سلة أمريكي بدأ مسيرته الاحترافية في سنة 2001. ويحمل الرقم 2. يبلغ طوله 6 قدم 2 بوصة (1.9 م). اعتزل اللعب في 2015.

## المسيرة الاحترافية
لعب مع هيوستن روكتس في موسم 2001–2002، ثم لعب مع كليفلاند كافالييرز في سنة 2003، ثم لعب مع نيو أورلينز بيليكانز في سنة 2004، ثم لعب مع لوس أنجلوس ليكرز في موسم 2004–2005.

## روابط خارجية
- تيري براون على موقع إن بي أي (الإنجليزية)
- تيري براون على موقع سبورتس رفرنس (الإنجليزية)
- تيري براون على موقع كرة السلة الأوروبية.كوم (الإنجليزية)
- تيري براون على موقع كلية كرة السلة في سبورتس رفرنس.كوم (الإنجليزية)
- تيري براون على موقع ريلجم (الإنجليزية)
- تيري براون على موقع بروبوليرز (الإنجليزية)
- تيري براون على موقع سبورتس رفرنس (الإنجليزية)
- تيري براون على موقع سبورتس رفرنس (الإنجليزية)